# ناثان لاك
ناثان لاك (بالإنجليزية: Nathan Lake)‏ هو لاعب إسكواش بريطاني، ولد في 3 يوليو 1992 في شلتنهام في المملكة المتحدة.

## وصلات خارجية
- الموقع الرسمي
- ناثان لاك على موقع الاتحاد الدولي لمحترفي الاسكواش (مؤرشف) (الإنجليزية)
- ناثان لاك على موقع SquashInfo.com (الإنجليزية)